# Pittosporum confertiflorum
Pittosporum confertiflorum är en tvåhjärtbladig växttar som beskrevs av Asa Gray.
Pittosporum confertiflorum ingår i släktet Pittosporum och familjen Pittosporaceae. Inga underarter finns listade i Catalogue of Life.

## Bildgalleri

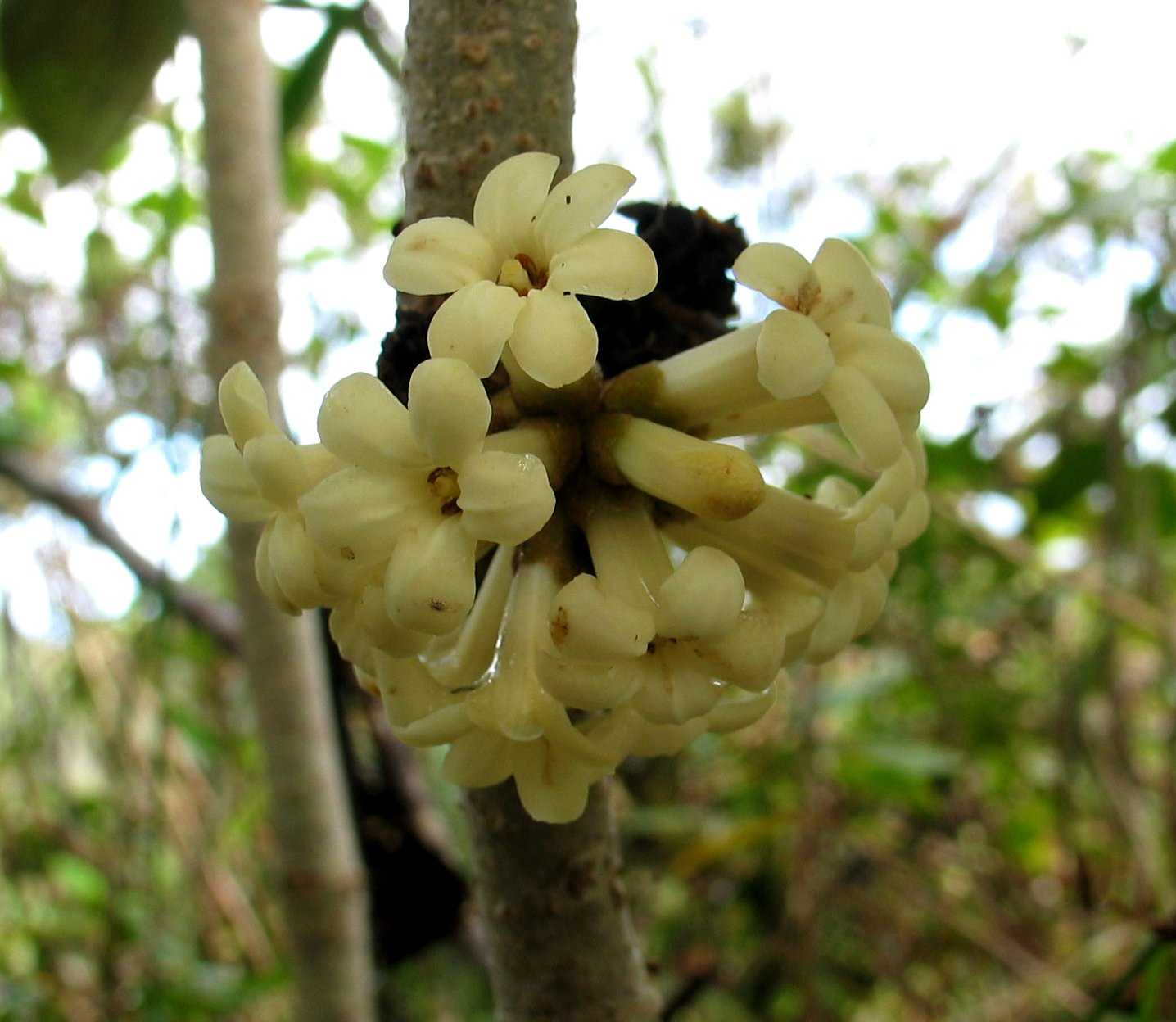
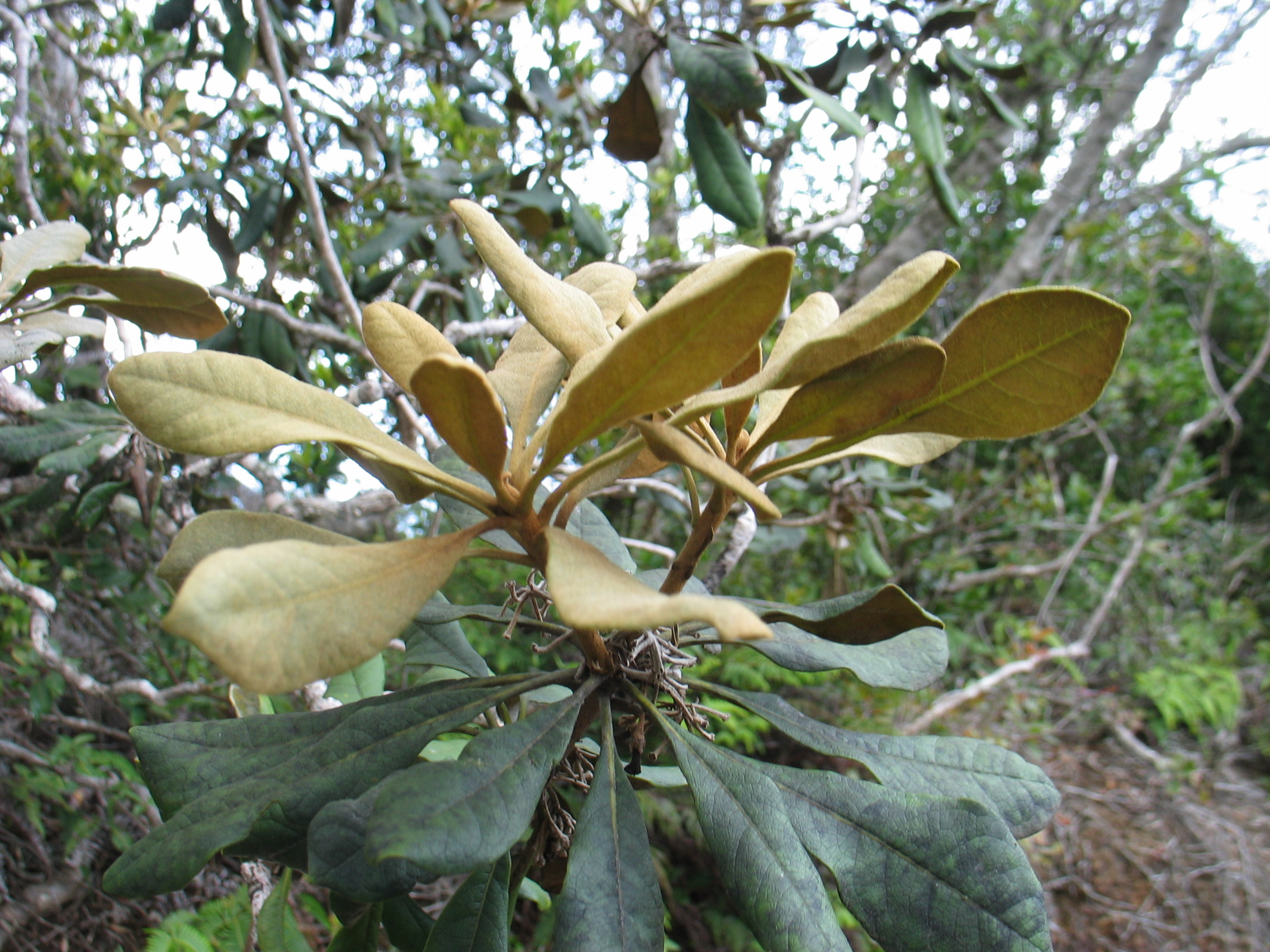
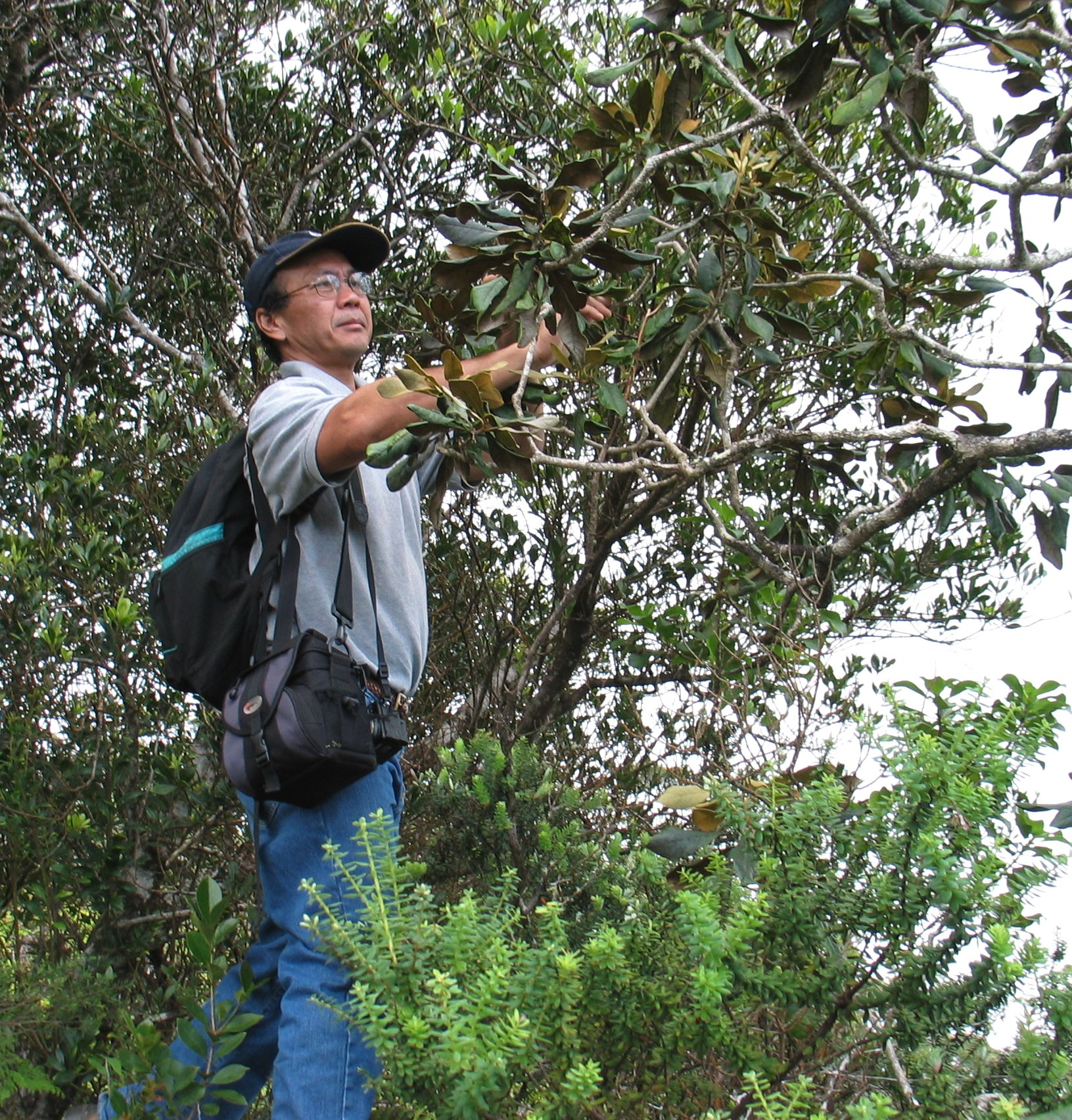
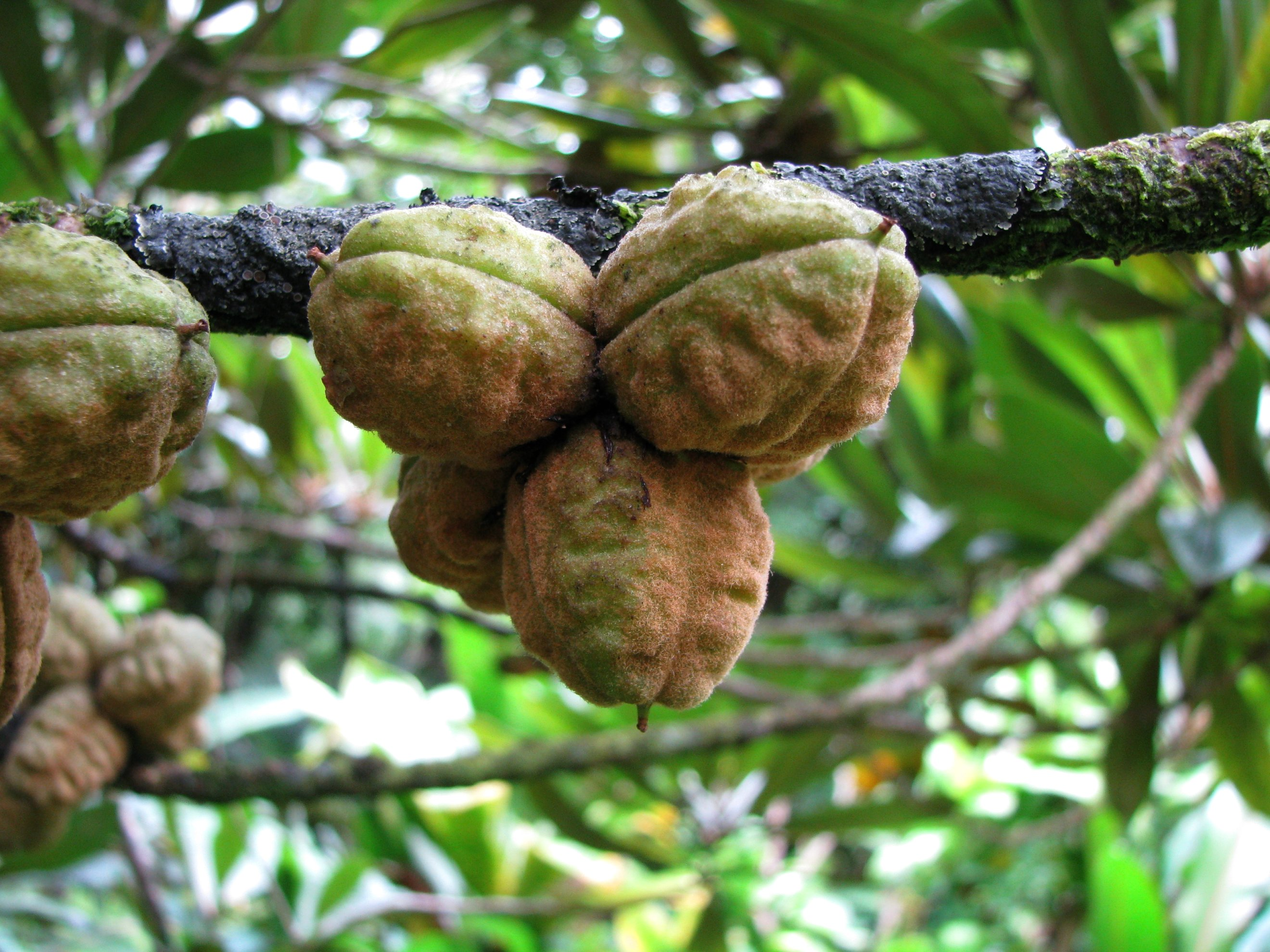
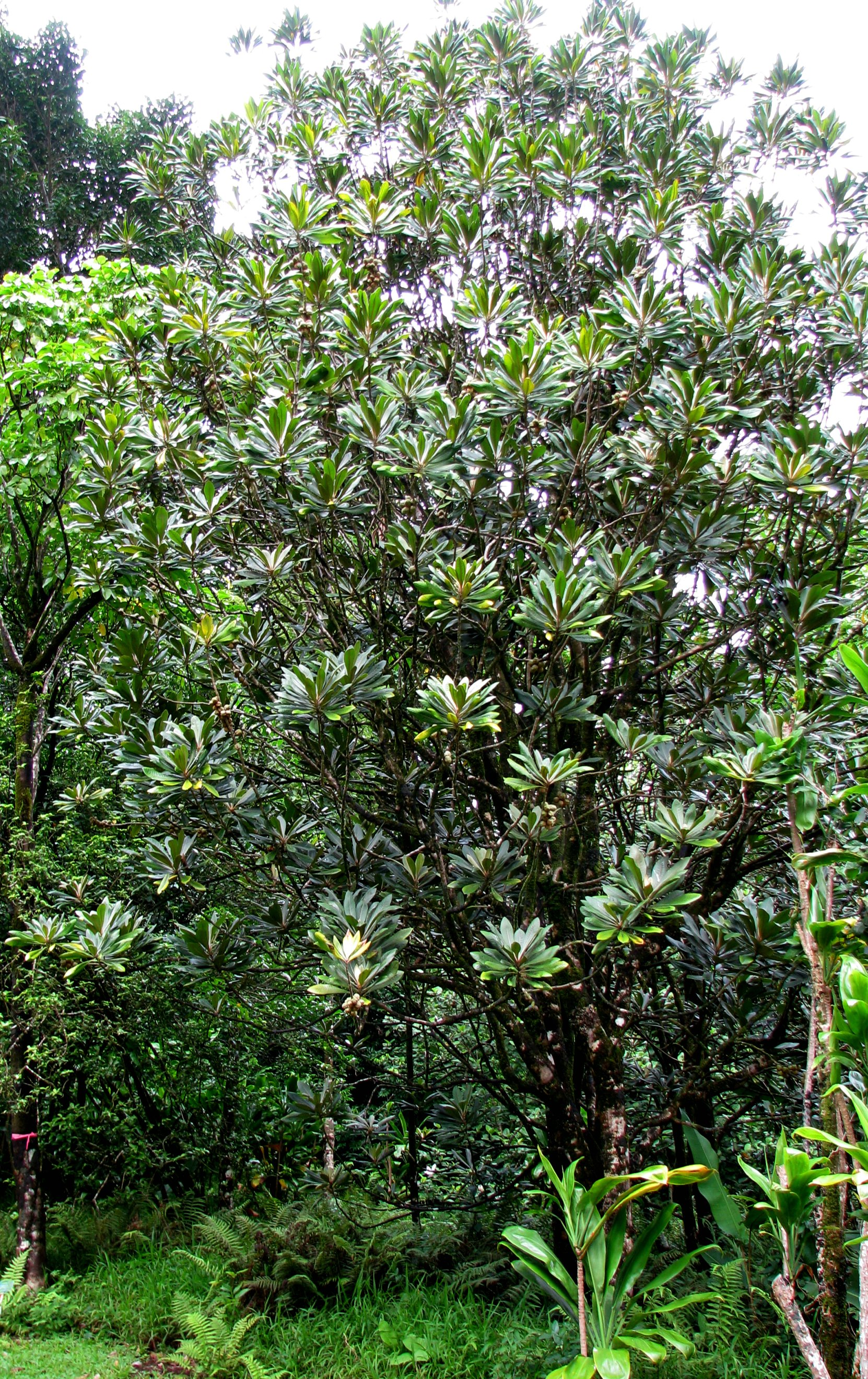
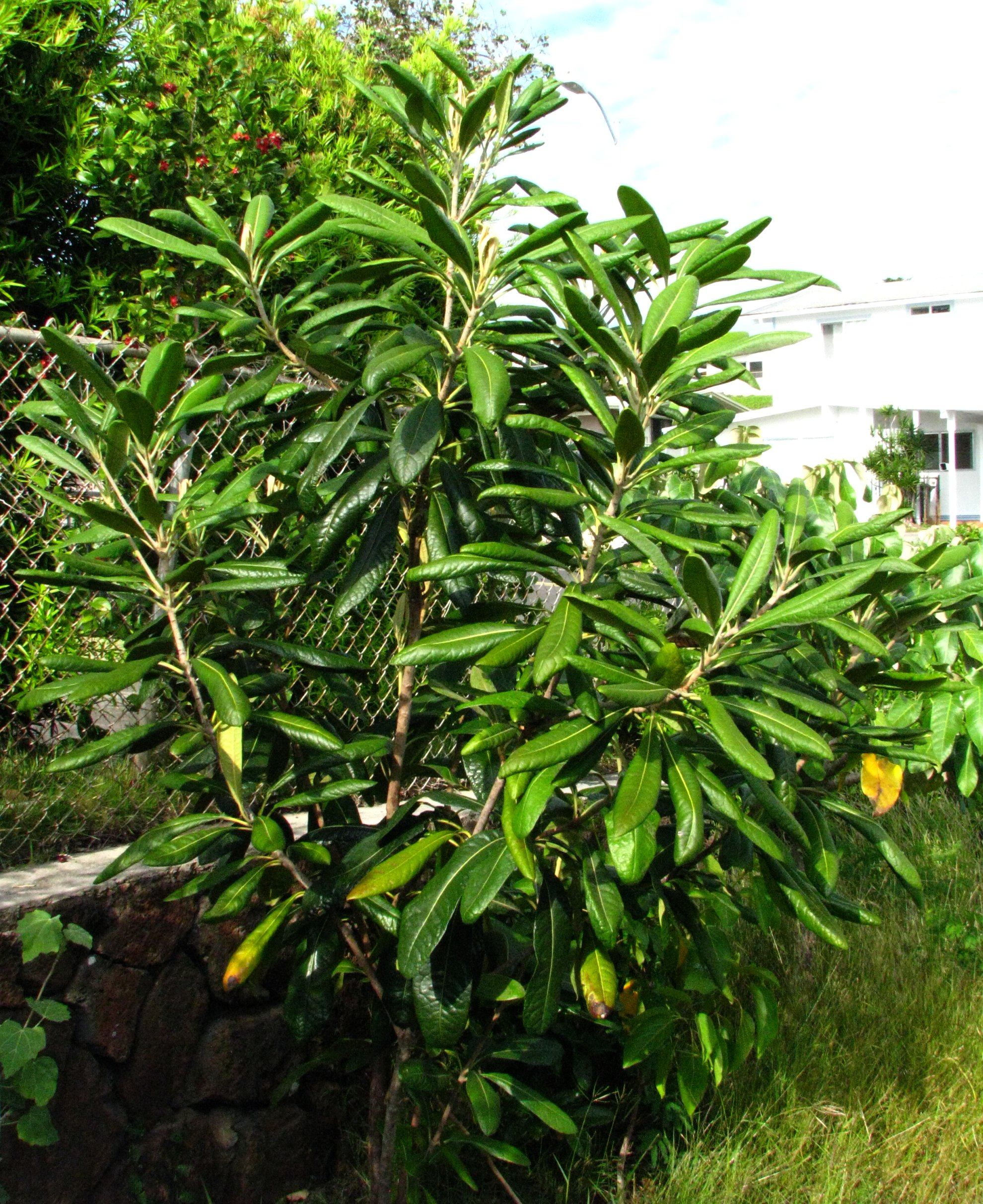